# Hotton
Hotton ist eine wallonisch-belgische Gemeinde im Westen der Provinz Luxemburg.
Sie liegt in den Ardennen am Mittellauf des Flusses Ourthe (deutsch Urt) und besteht aus den Ortschaften Hotton, Fronville, Hampteau und Marenne.

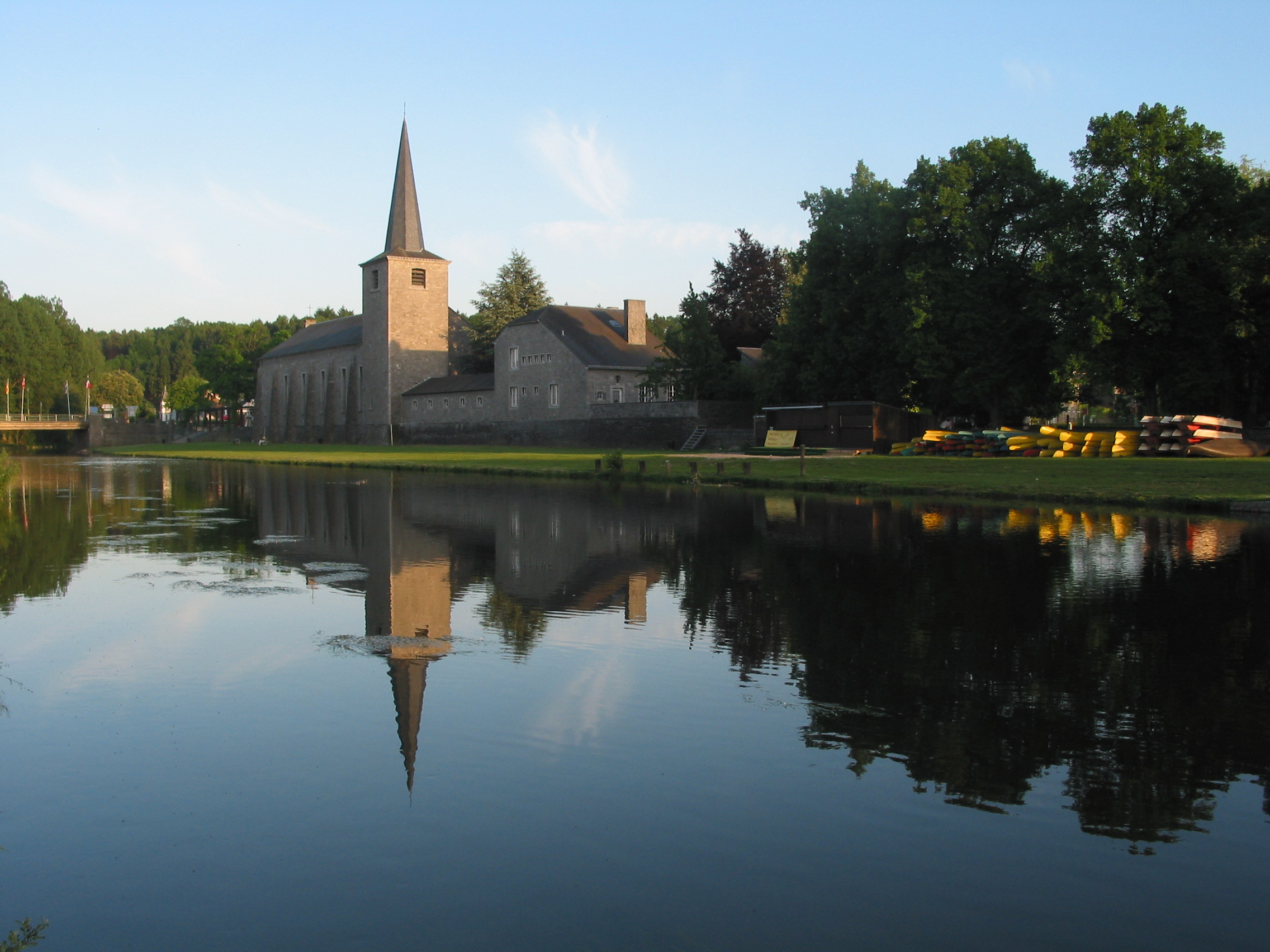
Die Ourthe bei Hotton

Das Städtchen hat einen regen Tourismus, was u. a. auf viele Wanderrouten und eine Karsthöhle zurückgeht. Der Ort besitzt zwei Hotels, weitere sind im Umkreis von 5 bis 15 km in Durbuy und in La Roche-en-Ardenne zu finden. Von letzterem Ort kann der Ardennengipfel Baraque de Fraiture (652 m) bestiegen werden.

## Freizeit und Sport

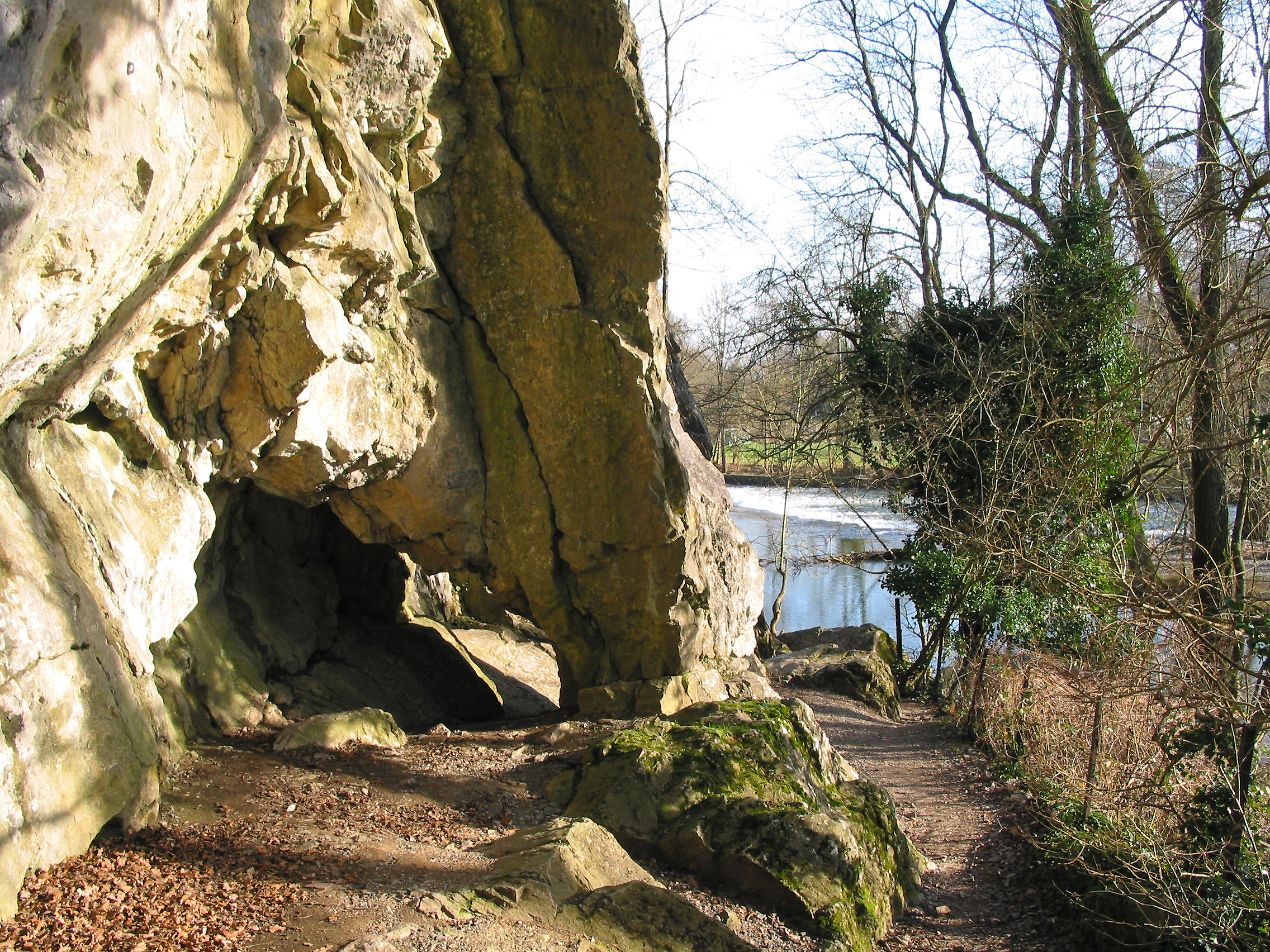
Die Ourthe bei Hotton

Neben der Höhle ist auch eine alte Mühle sehenswert. Ein Golfplatz befindet sich nahe dem Zentrum.
Hotton bietet Areal für Kletterfans, für Kajaktouren und auch Strecken zum Mountainbiking an. Auch können Wanderungen von dort aus gestartet werden.
Die vierte Etappe des Giro d’Italia 2006 führte über 193 km von Wanze nach Hotton.

## Geschichte
Vom Mai 1940 (Westfeldzug) bis Herbst 1944 war ganz Belgien von Truppen der deutschen Wehrmacht besetzt. Im Herbst 1944 wurde Hotton von Truppen der Westalliierten befreit. Am 16. Dezember 1944 wurden diese vom Beginn der deutschen Ardennenoffensive überrascht. Etwa am 24. Dezember 1944 besetzten US-Truppen (290th Infantry Regiment) Hotton; sie erhielten den Befehl, den Ort um jeden Preis zu halten. Später kamen Truppen der 83rd Division ihr zur Hilfe. Extrem winterliches Wetter erschwerte die Kämpfe zusätzlich. Als das Wetter aufklarte, konnten die Alliierten wieder ihre absolute Luftüberlegenheit nutzen (die Luftwaffe litt unter Treibstoffmangel, Ersatzteilmangel und Flugzeugmangel).